# Венглош, Йозеф
Йо́зеф Ве́нглош (словац. Jozef Vengloš; 18 февраля 1936, Ружомберок, Чехословакия — 26 января 2021) — чехословацкий футболист, чехословацкий и словацкий футбольный тренер. Возглавлял клубы из восьми национальных чемпионатов и пять национальных сборных: Австралии, Чехословакии, Малайзии, Словакии и Омана. Защитил докторскую диссертацию по физическому воспитанию, также специализировался на психологии. Неоднократно читал лекции в академиях ФИФА по всему миру.

## Карьера
Венглош играл на позиции полузащитника за братиславский «Слован» с 1954 по 1966 год. Одно время он был капитаном команды и играл за сборную Чехословакии. Досрочно завершил карьеру из-за заболевания гепатитом, переехал в Австралию и начал там тренерскую карьеру. Сначала он возглавлял клуб, затем сборную этой страны. Вернувшись в Чехословакию, он возглавил молодёжную сборную.
В 1973 году Венглош был назначен тренером братиславского «Слована». За три года у руля команды дважды выигрывал чемпионат страны. Также параллельно с 1973 по 1978 год был помощником главного тренера сборной Чехословакии. Вместе с Вацлавом Ежеком привёл команду к золотым медалям на чемпионате Европы 1976 года, на котором чехословацкая сборная обыграла в полуфинале Голландию, а в финале ФРГ.
Возглавив сборную Чехословакии в 1978 году, Венглош вывел её в финал чемпионата Европы 1980 года, где победу праздновала команда ФРГ, и в финальную стадию чемпионата мира 1982 года, на котором чехословаки выбыли после первого раунда турнира. В 1983—1984 годах Венглош тренировал лиссабонский «Спортинг», а затем переехал в Малайзию и три года тренировал один из местных клубов и национальную сборную. В 1988 году вновь возглавил сборную Чехословакии и вывел её в четвертьфинал чемпионата мира 1990 года.
После сборной возглавил английскую «Астон Виллу», став первым иностранным и неирландским тренером, возглавившим клуб высшего английского футбольного дивизиона. Вынужден был уйти после первого же сезона, в котором его команда с трудом удержалась от вылета во второй дивизион. С 1991 по 1993 год Венглош тренировал турецкий «Фенербахче». В 1993 году стал первым тренером сборной Словакии. С 1995 по 1997 год тренировал сборную Омана.
17 июля 1998 года Венглош был назначен главным тренером «Селтика» из Глазго. Хотя команда находилась в великолепной форме, она не сумела выиграть ни чемпионат, ни кубок, уступив в обоих турнирах «Рейнджерс», и не попала в Лигу чемпионов. Венглош ушёл с тренерского поста, но остался в клубе, став техническим советником и скаутом.  Венглош запомнился в «Селтике» приобретением соотечественника Любомира Моравчика, ставшего кумиром болельщиков, и крупной победой 5:1 над принципиальным соперником, «Рейнджерс».
В сезоне 2002 года Венглош руководил японским клубом «ДЖЕФ Юнайтед». После этого он завершил свою тренерскую деятельность.